# Mesopolobus finlaysoni
Mesopolobus finlaysoni is een vliesvleugelig insect uit de familie Pteromalidae. De wetenschappelijke naam is voor het eerst geldig gepubliceerd in 1979 door Doganlar.